# ماتئو رنتسی
ماتئو رنتسی (به ایتالیایی: Matteo Renzi) سیاست‌مدار ایتالیایی است که در فوریه ۲۰۱۴ به عنوان نخست‌وزیر ایتالیا انتخاب شد. رنتسی در سال‌های ۱۹۹۹–۲۰۱۴ شهردار فلورانس بود.
وی در تاریخ ۷ دسامبر ۲۰۱۶ به صورت رسمی از قدرت کناره‌گیری کرد. این تصمیم پس از آن اتخاذ شد که مردم ایتالیا درجریان همه‌پرسی‌ای با اصلاح قانون اساسی مخالفت کردند. طرح اصلاح قانون اساسی که اولین بار در سال ۲۰۱۴ از سوی رنتسی به پارلمان رفت، برای تأیید نهایی نیازمند تأیید در همه‌پرسی عمومی بود. این طرح، قدرت نخست‌وزیر را افزایش داده و اختیارات شوراهای محلی را محدودتر می‌کرد.